# Konklave Juli 1276
Das Konklave dauerte vom 2. Juli 1276 bis zum 11. Juli 1276, also 9 Tage, und war durch den Tod von Papst Innozenz V. nötig geworden. Es war bereits das 2. Konklave des Jahres 1276 und wählte Papst Hadrian V.

## Verlauf
Nachdem Papst Innozenz V. am 22. Juni 1276 verstorben war, trat das Konklave am 2. Juli 1276 im Lateran zu Rom zusammen. Es stand unter dem Einfluss von Karl von Anjou, der in Rom residierte und einen französischen Papst wünschte. Auf seine Veranlassung erhielten die italienischen Kardinäle während des Konklaves nur Wasser und Brot, während die königliche Küche die französischen Kardinäle üppig versorgte. Trotzdem wählten die Kardinäle Ottobono Fieschi dei Conti di Lavagna zum Papst, der sich sogleich nach Viterbo begab und niemals gekrönt wurde.

## Kardinäle
Während des Konklaves zählte das Kardinalskollegium 14 Mitglieder, von denen 12 an der Papstwahl teilnahmen. Kreiert wurden die Kardinäle von den Päpsten
1. Gregor IX.: 1
2. Innozenz IV.: 2
3. Urban IV.: 7
4. Gregor X.: 3

### Teilnehmer
- Ottobono Fieschi dei Conti di Lavagna, Kardinaldiakon von S. Adriano
- Uberto Coconati, Kardinaldiakon von S. Eustachio
- Pedro Juliao, Kardinalbischof von Frascati
- Giacomo Savelli, Kardinaldiakon von S. Maria in Cosmedin
- Vicedomino de Vicedominis, Kardinalbischof von Palestrina
- Goffredo da Alatri, Kardinaldiakon von S. Giorgio in Velabro
- Bertrand de Saint-Martin OSB, Kardinalbischof von Sabina
- Guillaume de Bray, Kardinal von S. Marco
- Simone Paltanieri, Kardinal von Ss. Silvestro und Martino ai Monti
- Matteo Rosso Orsini, Kardinaldiakon von S. Maria in Portico
- Anchero Pantaléon, Kardinal von S. Prassede
- Giovanni Gaetano Orsini, Kardinaldiakon von S. Nicola in Carcere Tulliano

### Abwesende Kardinäle
- Simon de Brion, Kardinal von S. Cecilia
- Bernard Ayglier OSB, Abt von Monte Cassino